# Nemanthias carberryi
Nemanthias carberryi là loài cá biển thuộc chi Nemanthias trong họ Cá mú. Loài này được mô tả lần đầu tiên vào năm 1954.

## Từ nguyên
Từ định danh randalli được đặt theo tên của J. E. Carberry, người đã hỗ trợ đắc lực trong công việc của tác giả J. L. B. Smith.

## Phạm vi phân bố và môi trường sống
N. carberryi được phân bố từ vịnh Aden, dọc theo bờ biển Đông Phi trải dài đến Nam Phi, bao gồm Madagascar, Seychelles và Comoros, xa hơn ở phía đông đến quần đảo Chagos và Maldives.
N. carberryi sống gần các rạn san hô ở độ sâu trong khoảng 4–30 m.

## Mô tả
Chiều dài cơ thể lớn nhất được ghi nhận ở N. carberryi là 13 cm.
Cá đực có hai màu trên cơ thể: màu hồng từ đầu xuống bụng và màu vàng từ lưng ra cuống và vây đuôi, vây lưng có dải đỏ. Sau mắt có một dải vàng cam kéo dài đến gốc vây ngực. Thùy đuôi dưới của cá đực có các tia vươn dài. Cá cái có màu nâu cam tổng thể.
Số gai ở vây lưng: 11 (2 gai đầu tiên vươn cao ở cá đực); Số tia vây ở vây lưng: 16–17; Số gai ở vây hậu môn: 3; Số tia vây ở vây hậu môn: 7; Số gai ở vây bụng: 1; Số tia vây ở vây bụng: 5; Số tia vây ở vây ngực: 20–21; Số vảy đường bên: 50–53.
N. carberryi có giác mạc ánh màu xanh lục lam phụ thuộc vào góc tới của ánh sáng chiếu vào. Sự phản xạ này xảy ra trong các tế bào nội mô giác mạc chứa lớp màng mỏng ánh kim, vốn được cấu thành từ lưới nội chất.

## Sinh thái học
Thức ăn của N. carberryi là động vật phù du, thường sống thành đàn.

## Thương mại
Đây là một loài cá cảnh phổ biến ở Maldives và Kenya.